# Fleischhaken von Little Thetford

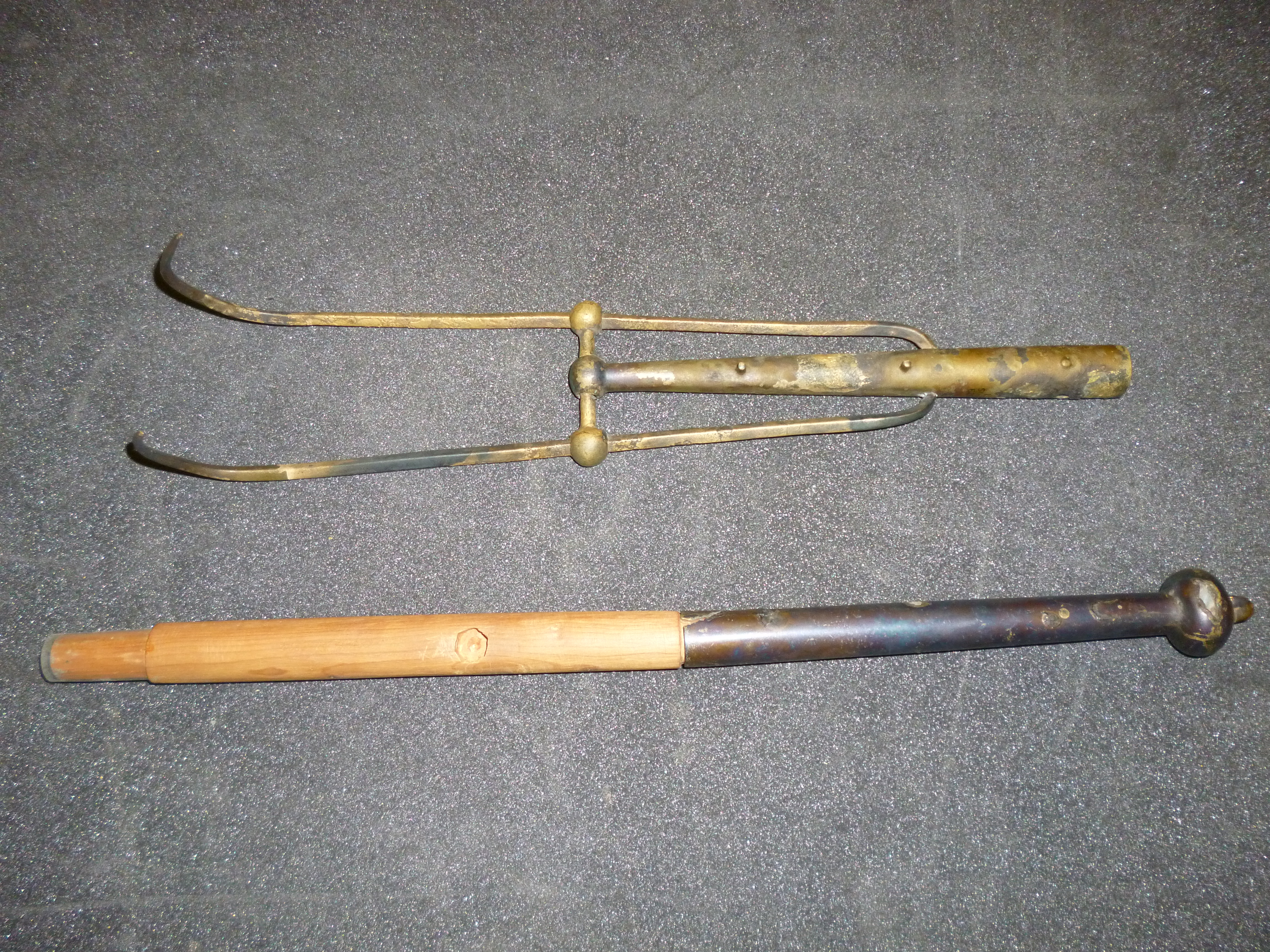
Fleischhaken von Little Thetford

Der Fleischhaken von Little Thetford (englisch Little Thetford Flesh-Hook) ist ein Artefakt aus dem spätbronzezeitlichen (1150 bis 950 v. Chr.) England. Der Fleischhaken wurde 1929 in einem ehemaligen Moor in Little Thetford, bei Ely in Cambridgeshire in England in 2,7 m Tiefe entdeckt. Es wird angenommen, dass er verwendet wurde, um zeremoniell Fleischstücke aus einem Kessel zu servieren. Der Fund ist einer von 32 weiteren archäologisch bedeutsamen Funden im Umkreis von Little Thetford. Er befindet es sich im British Museum in London, ist jedoch seit 2012 nicht mehr ausgestellt.
100 Jahre zuvor war der Fleischhaken von Dunaverney in Nordirland entdeckt worden. Die Archäologen konnten sich lange nicht auf sein Alter und seine Funktion einigen. Als in Irland, Großbritannien und entlang der europäischen Atlantikküste mehr als drei Dutzend weitere Exemplare (z. B. Inveraray und Killeonan in Schottland) gefunden wurden, wurde anhand ihres Stils, ihrer Technologie und ihres Kontexts deutlich, dass sie in die Bronzezeit gehörten und Instrumente bei festlichen Zeremonien waren.
Obwohl die Atlantikreihe charakteristisch ist, leitet sie sich letztendlich von ähnlichen Instrumenten im Osten ab, und sizilianische Beispiele führen einen alternativen Verbreitungsweg zur üblicherweise akzeptierten Zwischenstation der Urnenfelderkultur ein. Die Seltenheit der Fleischhaken ist auffällig. Ihre soziale Rolle muss nicht nur in Bezug auf ihre ausgeprägte Individualität, technologische Konstruktion oder ikonografische Merkmale berücksichtigt werden, sondern auch ihre Beziehung zu zeitgenössischen Prestigemahlzeiten. Die Verbreitung von Fleischhaken und Drehspießen (englisch rotary spits), schließt sich im größten Teil des atlantischen Europas gegenseitig aus. Sie funktionierten also auf ideologischer Ebene unterschiedlich.
Der aus zwei Metallstücken bestehende Fleischhaken war durch Reste eines Holzschafts verbunden, die nicht erhalten sind. Das British Museum hat einen zeitgenössischen Holzschaft für Ausstellungszwecke hinzugefügt. Das verwendete Metall ist eine für die späte Bronzezeit typische Bronzelegierung. Das Material wurde analysiert und enthielt etwa 85 % Kupfer, 10 % Zinn, 3 % Blei und 2 % Verunreinigungen. Aus einer Analyse von 36 anderen Fleischhaken geht hervor, dass die zusammengesetzte Länge von Hakenteil, Endstück und Holzteil 0,76 m betrug.
Die Metallteile des Artefakts wurden durch Gießen unter Verwendung einer Form im Wachsausschmelzverfahren hergestellt.